# Центр прийому і обробки спеціальної інформації та контролю навігаційного поля
Центр прийому і обробки спеціальної інформації та контролю навігаційного поля (ЦПОСІ та КНП) — науково-випробувальна установа, філія Національного Центру управління та випробувань космічних засобів Національного Космічного агентства України.

## Історія
Постановою уряду № 239-88 від 5 квітня 1972 прийнято рішення "Про створення в СРСР єдиної системи супутникового зв'язку.
Офіційна дата створення — 16 квітня 1974[джерело?].
З цією метою на території СРСР почалось розгортання ряду наземних вимірювальних пунктів, які оснащувались командно-вимірювальними системами, обчислювальною технікою, засобами зв'язку та передачі інформації. В 1974 році один з таких науково-вимірювальних пунктів був розгорнутий на території України в Дунаєвецькому районі Хмельницької області — НВП 19. З тих пір установа змінювала назву багато разів: був і військовою частиною, і окремим науково-випробувальним комплексом, тепер[коли?] — Центр прийому і обробки спеціальної інформації та контролю навігаційного поля.
У квітні 1992, установа перейшла під юрисдикцію України, а з 1997 ввійшла до складу Національного космічного агентства України. Колектив не тільки зберіг, а й розвиває та примножує дієздатний науково-технічний потенціал, який дістався у спадок від військово-космічних сил СРСР. За час існування пункту проведено десятки тисяч сеансів управління космічними апаратами та сеансів забезпечення.
Станом на 2022, Центр прийому і обробки спеціальної інформації та контролю навігаційного поля (ЦПОСІ та КНП) був філією Національного центру управління та випробувань космічних засобів Державного космічного агентства України (ДКА України), укомплектований висококласними фахівцями та унікальними космічними засобами, успішно втілює в життя Національну Космічну Програму України.
Станом на 2024, Центр є членом міжнародного Центру малих планет і продовжує брати участь у проєктах з пошуку і виявлення потенційно небезпечних астрономічних об'єктів.

## Розташування
Подільська височина в Хмельницькій області 15 км на захід від міста Дунаївці.
На території площею 93 га. розміщені 23 станції та технічні комплекси, 97 будинків та споруд (загальна площа — 46993,39 кв.м.)[джерело?].

## Завдання Центру
- прийом, збір, опрацювання, обробка, зберігання (архівація) та передача за призначенням спеціальної інформації дистанційного зондування Землі (ДЗЗ);
- забезпечення споживачів навігаційною інформацією;
- синхронізація, контроль та метрологічне забезпечення засобів та приладів єдиного часу України;
- управління польотами національних космічних апаратів (КА) різного призначення
- надання послуг по виконанню завдань управління космічними апаратами згідно міжнародних договорів, контрактів, які укладено Урядом України та Національним космічним агентством України (НКАУ) і Національний центр управління та випробувань космічних засобів (НЦУВКЗ).

## Досягнуті результати
Центр є основним джерелом інформації ДЗЗ та полігоном випробування методик обробляння цієї інформації в Україні. Це високотехнологічний, оснащений найновішими засобами об'єкт, космічні станції та комплекси якого (ППІ-137, ППІ-1.7Д, ПС-8.2, УНСПІ-8.2, СКТРЛ-М1, СІРЛ-МС, КОС «Сажень-С», ПТК ПОНІ, ПТК ПОІ, ПТК-Д, ППІ-137Д, Еоскан-ПТ, СЄЧ, Alcatel, ККС) забезпечують роботу з національними та зарубіжними космічними апаратами і системами, такими як «Січ-1», «Січ-1М», «Мікросупутник», «Океан-О», «Ресурс-04», «Метеор-3М», «EgyptSat-1», «NOAA-12», «NOAA-14», «NOAA-15», «NOAA-16», «NOAA-17», «NOAA-18», «Terra (MODIS)».
Персонал установи успішно брав участь:
- в спільному російсько-українському проекті з забезпечення застосування космічного апарата «ОКЕАН — О» з 17 липня 1999 року;
- в застосуванні першого українського супутника Січ-1 з 31 серпня 1995 року;
- в спільному російсько-українському проекті з забезпечення застосування космічного апарата АУОС-«Коронас-Ф» 31 липня 2001 року.
- в застосуванні другого українського супутника Січ-1М та «Мікросупутника», запущених 24 грудня 2004 року;
- в спільному єгипетсько-українському проекті з забезпечення застосування космічного апарата КА EgyptSat-1 з 19 березня 2007 року;
- в застосуванні третього українського супутника Січ-2 з 17 серпня 2011 року.
- в застосуванні  українського супутника Січ-2-30[6][7][8]

Крім цього фахівці ЦПОСІ та КНП здійснюють прийом та тематичне обробляння інформації у режимі «Відкрите небо» з американських КА типу NOAA, «Meteosat», «Terra (MODIS)».
Станціями та комплексами Центру організовано щоденний прийом інформації ДЗЗ, її попереднє та тематичне обробляння, збереження(архівація), виконання замовлень за заявками споживачів.
Як суб'єкт державної системи моніторингу довкілля Центр є елементом Інформаційно-аналітичної системи НКАУ і проводить наукові дослідження та відпрацювання методів обробляння даних ДЗЗ з метою виявлення повеней та паводків, оперативного виявлення теплових аномалій(пожеж), аналізу та моделювання наслідків зазначених явищ, їх прогнозування та попередження. Ведеться екологічний моніторинг стану довкілля, спостереження за станом лісових масивів та розвитком рослинності, метеоспостереження.
У Центрі створений архів космічної інформації ДЗЗ НКАУ. Це більше ніж 2.2 терабайт даних, доступних споживачам.
Як науково-дослідна установа Центр розробляє та впроваджує новітні технології, вдосконалює технічні засоби та системи управління, вивчає можливості застосування і впровадження космічної інформації в різні сфери життєдіяльності людини.

## Дивіться також
- Список кодів обсерваторій
- Головна астрономічна обсерваторія НАН України
- Чугуївська спостережна станція

#### Відео
- Центр прийому і обробки спеціальної інформації. Суспільне Медіатека, 2002.